# On Air – Live at the BBC Volume 2
On Air – Live at the BBC Volume 2 is een verzamelalbum van The Beatles uitgebracht in 2013. Deze dubbel-cd bevat veertig niet eerder uitgebrachte liveopnamen die The Beatles maakten voor verschillende radioprogramma's van de BBC in de periode 1963-1966 (vergezeld van 23 interviewtracks van de bijbehorende uitzendingen). Het werd uitgebracht op 11 november 2013, samen met een geremasterde en herverpakte Live at the BBC Volume 1, die oorspronkelijk werd uitgebracht in 1994. Het album On Air – Live at the BBC Volume 2 is verkrijgbaar als een set van twee cd's en een set van drie lp's.

## Nummers
Tracks van interviews zijn vermeld in cursief.

Alle muziek en teksten zijn geschreven door Lennon-McCartney, uitgezonderd waar vermeld (en ook met uitzondering van alle gesproken interview fragmenten). 
| 1.                   | And Here We Are Again (Pop Go the Beatles, 23 juli 1963)                |                                                                                 |                             | 0:15 |
| 2.                   | Words of Love (Pop Go the Beatles, 20 augustus 1963)                    | Buddy Holly                                                                     | John Lennon, Paul McCartney | 1:56 |
| 3.                   | How About It, Gorgeous? (Pop Go the Beatles, 30 juli 1963)              |                                                                                 |                             | 0:27 |
| 4.                   | Do You Want to Know a Secret (Pop Go the Beatles, 30 juli 1963)         |                                                                                 | George Harrison             | 1:48 |
| 5.                   | Lucille (Pop Go the Beatles, 17 september 1963)                         | Albert Collins, Richard Penniman                                                | McCartney                   | 2:29 |
| 6.                   | Hey, Paul... (Pop Go the Beatles, 25 juni 1963)                         |                                                                                 |                             | 0:21 |
| 7.                   | Anna (Go to Him) (Pop Go the Beatles, 27 augustus 1963)                 | Arthur Alexander                                                                | Lennon                      | 2:50 |
| 8.                   | Hello! (Pop Go the Beatles, 25 juni 1963)                               |                                                                                 |                             | 0:19 |
| 9.                   | Please Please Me (Pop Go the Beatles, 13 augustus 1963)                 |                                                                                 | Lennon, McCartney           | 1:56 |
| 10.                  | Misery (Here We Go, 12 maart 1963)                                      |                                                                                 | Lennon, McCartney           | 1:50 |
| 11.                  | I'm Talking About You (Saturday Club, 16 maart 1963)                    | Chuck Berry                                                                     | Lennon                      | 1:52 |
| 12.                  | A Real Treat (Pop Go the Beatles, 25 juni 1963)                         |                                                                                 |                             | 0:37 |
| 13.                  | Boys (Pop Go the Beatles, 25 juni 1963)                                 | Luther Dixon, Wes Farrell                                                       | Ringo Starr                 | 2:29 |
| 14.                  | Absolutely Fab (Pop Go the Beatles, 25 juni 1963)                       |                                                                                 |                             | 0:27 |
| 15.                  | Chains (Pop Go the Beatles, 25 juni 1963)                               | Gerry Goffin, Carole King                                                       | Harrison                    | 2:15 |
| 16.                  | Ask Me Why (Pop Go the Beatles, 24 september 1963)                      |                                                                                 | Lennon                      | 1:54 |
| 17.                  | Till There Was You (Pop Go the Beatles, 30 juli 1963)                   | Meredith Willson                                                                | McCartney                   | 2:16 |
| 18.                  | Lend Me Your Comb (Pop Go the Beatles, 16 juli 1963)                    | Kay Twomey, Fred Wise, Ben Weisman                                              | Lennon, McCartney           | 1:46 |
| 19.                  | Lower 5E (Pop Go the Beatles, 10 september 1963)                        |                                                                                 |                             | 0:23 |
| 20.                  | Hippy Hippy Shake (Pop Go the Beatles, 10 september 1963)               | Chan Romero                                                                     | McCartney                   | 1:46 |
| 21.                  | Roll Over Beethoven (Pop Go the Beatles, 3 september 1963)              | Berry                                                                           | Harrison                    | 2:22 |
| 22.                  | There's a Place (Pop Go the Beatles, 3 september 1963)                  |                                                                                 | Lennon, McCartney           | 1:49 |
| 23.                  | Bumper Bundle (Pop Go the Beatles, 25 juni 1963)                        |                                                                                 |                             | 0:49 |
| 24.                  | P.S. I Love You (Pop Go the Beatles, 25 juni 1963)                      |                                                                                 | McCartney                   | 1:59 |
| 25.                  | Please Mr. Postman (Pop Go the Beatles, 30 juli 1963)                   | Georgia Dobbins, William Garrett, Freddie Gorman, Brian Holland, Robert Bateman | Lennon                      | 2:17 |
| 26.                  | Beautiful Dreamer (Saturday Club, 26 januari 1963)                      | Stephen Foster, Goffin, Jack Keller                                             | McCartney                   | 1:46 |
| 27.                  | Devil in Her Heart (Pop Go the Beatles, 24 september 1963)              | Richard Drapkin                                                                 | Harrison                    | 2:22 |
| 28.                  | The 49 Weeks (Pop Go the Beatles, 24 september 1963)                    |                                                                                 |                             | 0:17 |
| 29.                  | Sure to Fall (in Love with You) (Pop Go the Beatles, 24 september 1963) | Carl Perkins, Bill Cantrell, Quinton Claunch                                    | McCartney                   | 2:21 |
| 30.                  | Never Mind, Eh? (Pop Go the Beatles, 24 september 1963)                 |                                                                                 |                             | 0:34 |
| 31.                  | Twist and Shout (Pop Go the Beatles, 6 augustus 1963)                   | Phil Medley, Bert Berns                                                         | Lennon                      | 2:25 |
| 32.                  | Bye, Bye (Pop Go the Beatles, 24 september 1963)                        |                                                                                 |                             | 0:24 |
| 33.                  | John – Pop Profile (BBC Transcription Service, 30 november 1965)        |                                                                                 |                             | 8:22 |
| 34.                  | George – Pop Profile (BBC Transcription Service, 30 november 1965)      |                                                                                 |                             | 8:06 |
| Totale duur: 1:05:49 |                                                                         |                                                                                 |                             |      |

| 1.                   | I Saw Her Standing There (Saturday Club, 5 oktober 1963)                             |                                                                                                 | McCartney                          | 2:36 |
| 2.                   | Glad All Over (Saturday Club, 24 augustus 1963)                                      | Aaron Schroeder, Sid Tepper, Roy Bennett                                                        | Harrison                           | 1:53 |
| 3.                   | Lift Lid Again (Saturday Club, 24 augustus 1963)                                     |                                                                                                 |                                    | 0:37 |
| 4.                   | I'll Get You (Saturday Club, 5 oktober 1963)                                         |                                                                                                 | Lennon, McCartney                  | 2:02 |
| 5.                   | She Loves You (Saturday Club, 5 oktober 1963)                                        |                                                                                                 | Lennon, McCartney                  | 2:15 |
| 6.                   | Memphis, Tennessee (Saturday Club, 5 oktober 1963)                                   | Berry                                                                                           | Lennon                             | 2:15 |
| 7.                   | Happy Birthday Dear Saturday Club (Saturday Club, 5 oktober 1963)                    | Mildred J. Hill, Patty Hill, arr. John Lennon, Paul McCartney, George Harrison, Richard Starkey | Lennon, McCartney, Harrison, Starr | 0:33 |
| 8.                   | Now Hush, Hush (Easy Beat, 20 oktober 1963)                                          |                                                                                                 |                                    | 0:25 |
| 9.                   | From Me to You (Easy Beat, 20 oktober 1963)                                          |                                                                                                 | Lennon, McCartney                  | 1:51 |
| 10.                  | Money (That's What I Want) (From Us to You, 26 december 1963)                        | Janie Bradford, Berry Gordy                                                                     | Lennon                             | 2:43 |
| 11.                  | I Want to Hold Your Hand (From Us to You, 26 december 1963)                          |                                                                                                 | Lennon, McCartney                  | 2:23 |
| 12.                  | Brian Bathtubes (Saturday Club, 21 december 1963)                                    |                                                                                                 |                                    | 0:59 |
| 13.                  | This Boy (Saturday Club, 21 december 1963)                                           |                                                                                                 | Lennon, McCartney, Harrison        | 2:16 |
| 14.                  | If I Wasn't in America (Saturday Club, 15 februari 1964)                             |                                                                                                 |                                    | 0:45 |
| 15.                  | I Got a Woman (Saturday Club, 4 april 1964)                                          | Ray Charles, Renald Richard                                                                     | Lennon                             | 2:36 |
| 16.                  | Long Tall Sally (Top Gear, 16 juli 1964)                                             | Enotris Johnson, Robert Blackwell, Penniman                                                     | McCartney                          | 1:58 |
| 17.                  | If I Fell (Top Gear, 16 juli 1964)                                                   |                                                                                                 | Lennon, McCartney                  | 2:09 |
| 18.                  | A Hard Job Writing Them (Top Gear, 16 juli 1964)                                     |                                                                                                 |                                    | 1:20 |
| 19.                  | And I Love Her (Top Gear, 16 juli 1964)                                              |                                                                                                 | McCartney                          | 2:20 |
| 20.                  | Oh, Can't We? Yes We Can (From Us to You, 30 maart 1964)                             |                                                                                                 |                                    | 0:20 |
| 21.                  | You Can't Do That (Top Gear, 16 juli 1964)                                           |                                                                                                 | Lennon                             | 2:32 |
| 22.                  | Honey Don't (Top Gear, 26 november 1964)                                             | Perkins                                                                                         | Starr                              | 2:24 |
| 23.                  | I'll Follow the Sun (Top Gear, 26 november 1964)                                     |                                                                                                 | McCartney                          | 1:51 |
| 24.                  | Green with Black Shutters (Top of the Pops BBC Transcription Service, mei/juni 1965) |                                                                                                 |                                    | 0:59 |
| 25.                  | Kansas City/Hey-Hey-Hey-Hey! (Saturday Club, 26 december 1964)                       | Jerry Leiber, Mike Stoller / Penniman                                                           | McCartney                          | 2:43 |
| 26.                  | That's What We're Here For (Top Gear, 26 november 1964)                              |                                                                                                 |                                    | 0:24 |
| 27.                  | I Feel Fine (Top Gear outtake)                                                       |                                                                                                 | Lennon                             | 3:29 |
| 28.                  | Paul – Pop Profile (BBC Transcription Service, 2 mei 1966)                           |                                                                                                 |                                    | 7:50 |
| 29.                  | Ringo – Pop Profile (BBC Transcription Service, 2 mei 1966)                          |                                                                                                 |                                    | 8:04 |
| Totale duur: 1:04:32 |                                                                                      |                                                                                                 |                                    |      |